# Santiago Castroviejo Bolíbar
Santiago Castroviejo y Bolíbar (Tirán, Moaña, Pontevedra, 27 d'agost de 1946 - Madrid, 30 de setembre de 2009) va ser un botànic espanyol.

## Biografia
Es va doctorar en biologia a la Universidad Complutense de Madrid el 1972. Santiago Castroviejo va ser professor de recerca del Reial Jardí Botànic (CSIC), Director del Reial Jardí Botànic de Madrid entre 1984 i 1994. Director científic del Projecte Coiba en l'Estació Biològica de Coiba (Panamà), Investigador principal del Projecte Flora Ibérica, Investigador principal del Projecte ANTHOS Sistema d'Informació sobre les Plantes d'Espanya, membre del Comitè executiu i del “Steering Committee” respectivament dels projectes: Euro+Med PlantBase i Species Plantarum Project-Flora of the World, President de la Reial Societat Espanyola d'Història Natural, Acadèmic de la Reial Acadèmia de Ciències Exactes, Físiques i Naturals i Médaille du Conseil de la Société Botanique de France, entre altres distincions. Va ser Premi Nacional d'Investigació 2009. Dirigí 19 tesis doctorals i va ser l'autor de més de 150 treballs de recerca publicats en revistes científiques.
20 registres d'espècies identificades i a les quals va donar nom es troben en el IPNI (International Plant Names Index)

## Honors
Li ha estat dedicat el gènere Castroviejoa Galbany, L. Sáez & Benedí in Butl. Inst. Catalana Hist. Nat., Secc. Bot. 71: 133. 2004 (Asteraceae) 
i diverses espècies:
- Acalypha castroviejoi J.M. Cardiel in Brittonia 46(3): 205. 1994
- Aragoa castroviejoi Fern. Alonso in Anales Jard. Bot. Madrid 51(1): 82. 1993
- Armeria castroviejoi Nieto Fel. in Anales Jard. Bot. Madrid 44(2): 330. 1987
- Astragalus castroviejoi Talavera & Sánchez-Gómez in Anales Jard. Bot. Madrid 67(1): 42. 2010
- Carex castroviejoi Luceño & Jiménez Mejías in Acta Bot. Malacitana 34. 2009
- Cuscuta castroviejoi M.Á. García in Ann. Bot. Fenn. 36(3): 167. 1999
- Hippocrepis castroviejoi Talavera & E. Domínguez in Anales Jard. Bot. Madrid 57(2): 461. 2000
- Rubus castroviejoi E. Monasterio-Huelin in Bot. J. Linn. Soc. 115(1): 52. 1994

Entre els seus amics se'l coneixia com a Tatayo, epítet que es va fer servir per dedicar-li una espècie:
- Colymbada × tatayana (Fern. Casas & Susanna) Fern. Casas & Susanna in Fontqueria 2: 20 (1982) [= Centaurea × tatayana Fern. Casas & A. Susanna (= C. toletana Boiss. & Reuter var. toletana x C. ornata Willd.) in Anales Jard. Bot. Madrid 38(2): 530. 1982]

## Selecció de publicacions
- Castroviejo, S. & Ibáñez, A. (eds.) 2006. Estudios sobre la biodiversidad en la región de Bahía Honda. Biblioteca de Ciencias (CSIC) - RACEFyN. 835 pp.
- Castroviejo, S.; Sánchez-Monge, E. (2004). De familias géneros y especies. La eterna búsqueda de la estabilidad en la clasificación biológica. Discurso de ingreso en el Real Academia de Cienciencias Exactas, Físicas y Naturales. Madrid,79 págs.
- Castroviejo, S. (Coord. Gen.) (2008). Flora iberica, XVIII. XLVII + 678 pp CSIC, Madrid.
- Castroviejo, S. 2008. Blysmus Panz. ex Schult., en S. Castroviejo (Coord. gen.), S. Castroviejo, M. Luceño, A. Galán, F.J. Cabezas & P. Jiménez Mejías (eds.). Flora iberica XVIII: 69-71.
- Castroviejo, S. 2008. Cladium P. Browne, en S. Castroviejo (Coord. gen.), S. Castroviejo, M. Luceño, A. Galán, F.J. Cabezas & P. Jiménez Mejías (eds.). Flora iberica XVIII:102-104.
- Castroviejo, S. 2008. Cyperus L., en S. Castroviejo (Coord. gen.), S. Castroviejo, M. Luceño, A. Galán, F.J. Cabezas & P. Jiménez Mejías (eds.) Flora iberica XVIII: 8-27.
- Castroviejo, S. 2008. Kyllinga Rottb., en S. Castroviejo (Coord. gen.), S. Castroviejo, M. Luceño, A. Galán, F.J. Cabezas & P. Jiménez Mejías (eds.). Flora iberica XVIII: 32-34.
- Castroviejo, S. 2008. Pycreus P. Beauv., en S. Castroviejo (Coord. gen.), S. Castroviejo, M. Luceño, A. Galán, F.J. Cabezas & P. Jiménez Mejías (eds.). Flora iberica XVIII: 27-32.
- Castroviejo, S. 2008. Scirpoides Séguier, en S. Castroviejo (Coord. gen.), S. Castroviejo, M. Luceño, A. Galán, F.J. Cabezas & P. Jiménez Mejías (eds.). Flora iberica XVIII: 60-62.
- Castroviejo, S. (2006). Más sobre Cyperus y Kylinga en la Península ibérica. Acta Bot. Malacitana 31: 232-238.
- Castroviejo, S. (2006). Presentación. En S. Castroviejo & A. Ibáñez (eds.) 2006. Estudios sobre la biodiversidad en la región de Bahía Honda: 13-14. Biblioteca de Ciencias (CSIC) - RACEFyN.
- Castroviejo, S. (2006). Taxonomy, Floras and Conservation; en E. Leadlay & S.L. Jury (eds.). 2006. Taxonomy and Plant Conservation: the Cornerstone of the Conservation and the Sustainable Use of Plants: 96-100. Cambridge University Press.
- Castroviejo, S.; Aedo, C. & Medina, L. (2006). Management of floristic information on the Internet: the Anthos solution. Willdenowia 36: 127-136.
- Quintanar, A; Catalán, P; Castroviejo, S. 2006. Adscription of Parafestuca albida (Lowe) e.b. Alexeev to Koeleria Pers. Taxon 55 (3): 664-670.
- Castroviejo, S. (2003). Heracleum L. In: Nieto Feliner, G., S. L. Jury & A. Herrero (eds.), Flora iberica 10: 365-368.CSIC, Madrid.
- Brummitt, R. K.,Castroviejo, S., Chikuni, A. C., Orchard A. E., Smith, G. F. & Wagner, W.L. (2001). The Species Plantarum Project, an international collaborativeinitiative for higher plant taxonomy. Taxon 50: 1217-1230.